# 柳樂光隆
柳樂 光隆（なぎら みつたか、1979年 - ）は、日本の音楽評論家。専門はジャズ。シリーズ『Jazz The New Chapter』監修。

## 経歴
島根県出雲市出身。島根県立出雲高校を経て、2002年に東京学芸大学を卒業。
その後珍屋レコードで店長を務め、ディスクユニオンへの勤務を経て、2000年代末から音楽評論家としての活動を始める。なおその間、図書館員もやっていたという。
カマシ・ワシントン、サンダーキャット、フライングロータス、ロバート・グラスパーなどのライナーノーツを手掛ける。2014年より、現在進行形のジャズを読み解くムック『Jazz The New Chapter』シリーズを監修。また2018年から2019年にかけて若林恵、宮田文久とともに、編集者やライター、ジャーナリストを活気づけるための勉強会「音筆の会」を共催した。

## Jazz The New Chapter
柳樂監修の、21世紀以降のジャズをまとめたジャズ本、ガイドブックとして2014年よりスタートしたムック・シリーズ。柳樂によると、自身がレコードショップの店員だったこともあって音楽に関するテキストでは「ライナーノーツ」に最も多く触れてきたことが、現代のジャズに焦点を当てる本シリーズに大きな影響を与えているという。
2014年2月発売の第1号は、ロバート・グラスパーを中心に「21世紀以降のジャズに見取り図を与える」ような入門書を目指して作られている。その後のシリーズでは、アーティストごとの微細な違いを掘り出すために「専門性」を大切にしているといい、4号以降は「今のジャズ・ミュージシャンの音楽観やどういった過去の歴史に遡れるかというところ」に軸足が移っていき、その内容の方向性は「ジャズが大きなウェイトを占めているアメリカの音楽とは何なのか」というものになっている。

## 現在出演中の番組

### ラジオ
- 世界はジャズを求めてる（2021年1月7日 - ・鎌倉FM） - 第3週 パーソナリティ

## 著書
- シリーズ『Jazz The New Capter』（監修、シンコーミュージック・エンタテイメント）
  - Jazz The New Chapter ロバート・グラスパーから広がる現代ジャズの地平 (2014年2月14日発売) ISBN 978-4401639526
  - Jazz The New Chapter 2 (2014年9月8日発売) ISBN 978-4401640461
  - Jazz The New Chapter 3 (2015年9月10日発売) ISBN 978-4401642113
  - Jazz The New Chapter 4 (2017年3月8日発売) ISBN 978-4401643615
  - Jazz The New Chapter 5 (2018年6月19日発売) ISBN 978-4401645640
  - Jazz The New Chapter 6 (2020年2月17日発売) ISBN 978-4401648214
- MILES : Reimagined 2010年代のマイルス・デイヴィス・ガイド (2016年、監修、シンコーミュージック・エンタテイメント)  ISBN 978-4401643172
- 100年のジャズを聴く（2017年、後藤雅洋、村井康司との共著、シンコーミュージック・エンタテイメント）ISBN 978-4401645015